# Pekka Tolkkinen
Pekka Tolkkinen ist ein ehemaliger finnischer Skispringer.
Tolkkinen bestritt sein einziges Springen im Skisprung-Weltcup am 10. Januar 1981 in Harrachov. Dabei konnte er mit Platz 10 insgesamt sechs Weltcup-Punkte gewinnen. Dadurch belegte er am Ende gemeinsam mit Thomas Klauser, Ulrich Pschera und Nobuo Nakatsu den 66. Platz in der Weltcup-Gesamtwertung der Saison 1980/81.